# Good Easter
Good Easter är en by och en civil parish i Chelmsford i Storbritannien. Den ligger i grevskapet Essex och riksdelen England, i den sydöstra delen av landet, 50 km nordost om huvudstaden London. Orten har 376 invånare (2001). Byn nämndes i Domedagsboken (Domesday Book) år 1086, och kallades då Estra.